# Great Scotland Yard
A Great Scotland Yard egy utca London Westminster kerületében, amely összeköti a Northumberland sugárutat a Whitehall-lal.
Bár nevének eredete nem tudható biztosan, a The New York Times egy 1964-es cikke szerint nevét egy területén lévő épületről kapta, melyben az akkori Skót Királyság diplomáciai képviselőit és alkalmanként a skót királyokat szállásolták el, amikor Londonba látogattak.  A 17. században az utcában kormányzati épületek és köztisztviselői lakások épültek. Ebben az utcában lakott Inigo Jones és Christopher Wren építész is, valamint John Milton író 1649 és 1651 között, a cromwelli köztársaság idején.
A londoni Metropolitan Police Service (MPS) szerint a Metropolitan Police eredetileg a Whitehall Place 4 alatt működött, melynek volt egy hátsó bejárata a Great Scotland Yard felé. Az idő múlásával a Scotland Yard nevet kezdték el használni a Metropolitan Police Service megnevezésére.
Egy 1799-es westminsteri térkép két másik Scotland Yard nevezetű utcát is mutat. A Middle Scotland Yard (Középső Scotland Yard) a Whitehall Place-szel párhuzamosan, tőle délre futott. A Lower Scotland Yard (Alsó Scotland Yard) volt a mellette lévő utca délre.